# Pugliese (goletta)
La  Pugliese è stata una goletta del regno di Napoli, costruita a Barletta tra il 1806 e il 1809.

## Storia
Costruita per fronteggiare le incursioni inglesi sulla costa pugliese, fu attaccata prima ancora che fosse varata. 
Il 7 settembre del 1809 fu preda della fregata inglese HMS Mercury, appartenente alla flotta inglese di stanza nel Mare Adriatico, nel pieno della guerra tra Gran Bretagna e Impero Francese, al largo delle coste della città di Barletta.
La presa della Pugliese catalizzò in quel periodo tutta la pubblica opinione inglese e ancora oggi l'avvenimento è solennemente ricordato nel museo della Royal Navy di Greenwich.
La Pugliese era armata con sette cannoni e aveva un equipaggio di 37 uomini.
Qualche mese dopo la cattura, vennero messi sotto processo i responsabili di guardia di stanza a Barletta. Il mastro portulano di Barletta, Pappalettere, fu assolto, mentre il responsabile di stanza a Gallipoli fu destituito, con atto ufficiale di Gioacchino Murat.